# Мун (Ирландия)

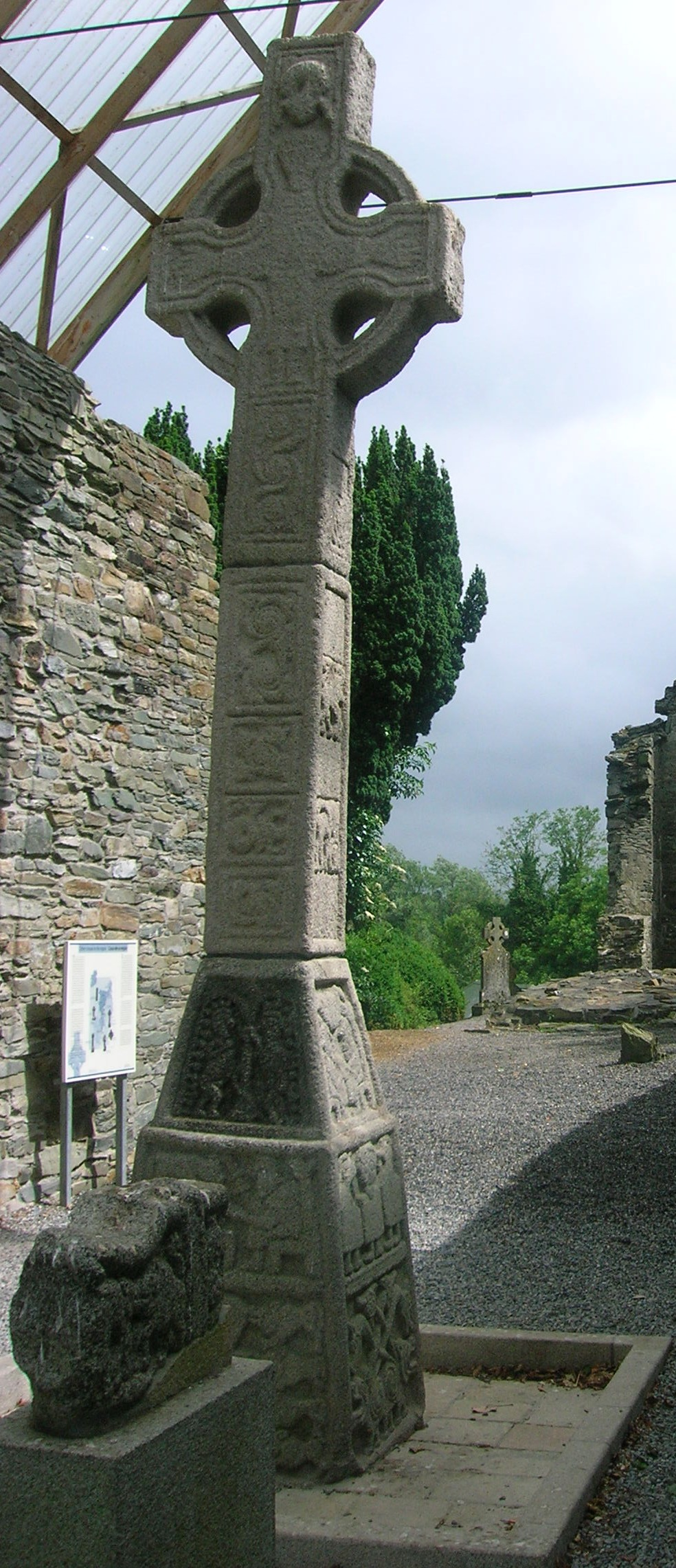

Мун (англ. Moone; ирл. Maoin, Минь) — деревня в Ирландии, находится в графстве Килдэр (провинция Ленстер). Самая большая местная достопримечательность — Высокий крест.